# Queen & Country
Queen & Country é uma série de revistas em quadrinhos que teve 32 edições publicadas pela editora americana Oni Press entre 2001 e 2004. Criada e roteirizada por Greg Rucka, a série é protagonizada por "Tara Chace", uma agente secreta do Serviço de Inteligência do Reino Unido. Cada arco de história da série retrata uma operação de espionagem diferente. Após a conclusão da série, Rucka escreveria três romances com protagonizadas pela personagem, A Gentleman’s Game, Private Wars e The Last Run.Tara é considerada uma das melhores personagens do sexo feminino a ser introduzida numa história em quadrinhos, e a série foi recebida de forma bastante positiva pela crítica, tendo sido indicada ao Eisner Award de "Melhor Série" duas vezes, em 2002 e 2004, e vencido o Eisner de  "Melhor Nova Série" em 2002.